# Agnes Nørlund Seemann
Agnes Nørlund Seemann (22. august 1882 i København – 10. maj 1973) var en dansk skuespillerinde.
Elleve år gammel blev hun optaget på Det kongelige Teaters balletskole og derefter på Det kongelige Teaters elevskole. Hun scenedebuterede i 1898 som Puk i En skærsommernatsdrøm af William Shakespeare. Fra 1900 til 1903 var hun engageret af Aarhus Teater og senere ved forskellige københavnske teatre, til hun forlod skuespillet efter ægteskabet med Henry Seemann i 1915.
Hun filmdebuterede i 1907 hos Nordisk Film hvor hun medvirkede i omkring 20 stumfilm. I 1914 var hun kortvarigt hos Kinografen hvor hun havde roller i et mindre antal film ør hun i 1917 vendte tilbage til Nordisk Film og var med i nogle af Lau Lauritzen Sr.s farcer.
Efter skuespillerkarrieren åbnede hun et hønseri, hvilket hun havde stor succes med. Efter 15 år nedlagde hun det igen, da hendes mands arbejde med Lyngby Biografteater krævede hendes hjælp. Efter mandens død fortsatte hun med at drive biografen.
Agnes Nørlund Seemann var datter af redaktør Niels Jensen Nørlund (1854-1894) og kvindesagsforkæmper Marie Sørine Louise Mikkelsen (1854-1919). Den 20. august 1915 blev hun gift med skuespiller Henry Frederick Seemann (1875-1948).

## Filmografi
| - Der var engang (som prinsessen; instruktør Viggo Larsen, Gustav Lund, 1907) - Natten før Christians Fødselsdag (instruktør Viggo Larsen, 1908) - I Forbryderhænder (instruktør Viggo Larsen, 1908) - Svend Dyrings Hus (som Barnepigen; instruktør Viggo Larsen, 1908) - Musen (ukendt instruktør, 1908) - Verdens Herkules (instruktør Viggo Larsen, 1908) - Godsejerens Barnebarn (instruktør Viggo Larsen, 1908) - Karneval (instruktør Viggo Larsen, 1908) - Hans og Trine (instruktør Viggo Larsen, 1908) - Medbejlerens Hævn (ukendt instruktør, 1910) - Den sorte Domino (ukendt instruktør, 1910) - Landsbymusikantens Kærlighed (ukendt instruktør, 1910) - Vampyrdanserinden (instruktør August Blom, 1912) - Guldgossen (som en bekant til Fritz; ukendt instruktør; 1912; svensk produktion) - Det store Kup (som Mary, oberst Hudsons datter; ukendt instruktør, 1913) | - Hustruens Ret (instruktør Leo Tscherning, 1913) - Karnevallets Hemmelighed (som Grosserens datter; instruktør Leo Tscherning, 1913) - Et Skud i Mørket (som Frk. Gudrun Lind; instruktør Eduard Schnedler-Sørensen, 1913) - Fyrtaarnets Hemmelighed (som Karen, fyrmesterens steddatter; ukendt instruktør, 1914) - Det sidste Møde (som Edith, oberstens hustru; ukendt instruktør, 1914) - Zirli (som Zirli, skovfogedens datter; ukendt instruktør, 1915) - De tossede Kvindfolk (instruktør Lau Lauritzen Sr., 1917) - En livlig Drøm (instruktør Lau Lauritzen Sr.; 1917) - Et fremmeligt Barn (som Rosalie Rose; instruktør Lau Lauritzen Sr.; 1917) - Katastrofen i Jernbane-Tunnelen (1917) - Hendes Helt (instruktør Lau Lauritzen Sr.; 1919) - Den forvandlede Don Juan (instruktør Holger-Madsen; 1920) - Gorki (som Oda, Hjalmars hustru; ukendt instruktør, DK) |